# Berdyczów Żytomierski
Berdyczów Żytomierski (ukr. Бердичів-Житомирський) – stacja kolejowa w miejscowości Berdyczów, w rejonie berdyczowskim, w obwodzie żytomierskim, na Ukrainie. Położona jest na linii Żytomierz – Berdyczów.